# 232 Dywizja Piechoty (III Rzesza)
232 Dywizja Piechoty (niem. 232. Infanterie-Division) – niemiecka dywizja z czasów II wojny światowej.
Sformowana na poligonie Wildflecken na mocy rozkazu z 26 czerwca 1944, w 27. fali mobilizacyjnej w IX Okręgu Wojskowym. W listopadzie 1944 walczyła na przełęczy Abetone we Włoszech przeciw wojskom alianckim.

## Dowódca dywizji
- gen. por. Eccard Freiherr von Gablenz 26 VI 1944 – V 1945

## Struktura organizacyjna
- Skład w czerwcu 1944:

1043., 1044. i 1045. pułk grenadierów, 232. pułk artylerii, 232. batalion pionierów, 232. dywizyjny batalion fizylierów, 232. kompania przeciwpancerna, 232. oddział łączności, 232. polowy batalion zapasowy;
- Skład w styczniu 1945:

1043., 1044. i 1045. pułk grenadierów, 232. pułk artylerii, 232. batalion pionierów, 232. dywizyjny batalion fizylierów, 232. oddział przeciwpancerny, 232. oddział łączności, 232. polowy batalion zapasowy;